# 知多半島総合医療センター

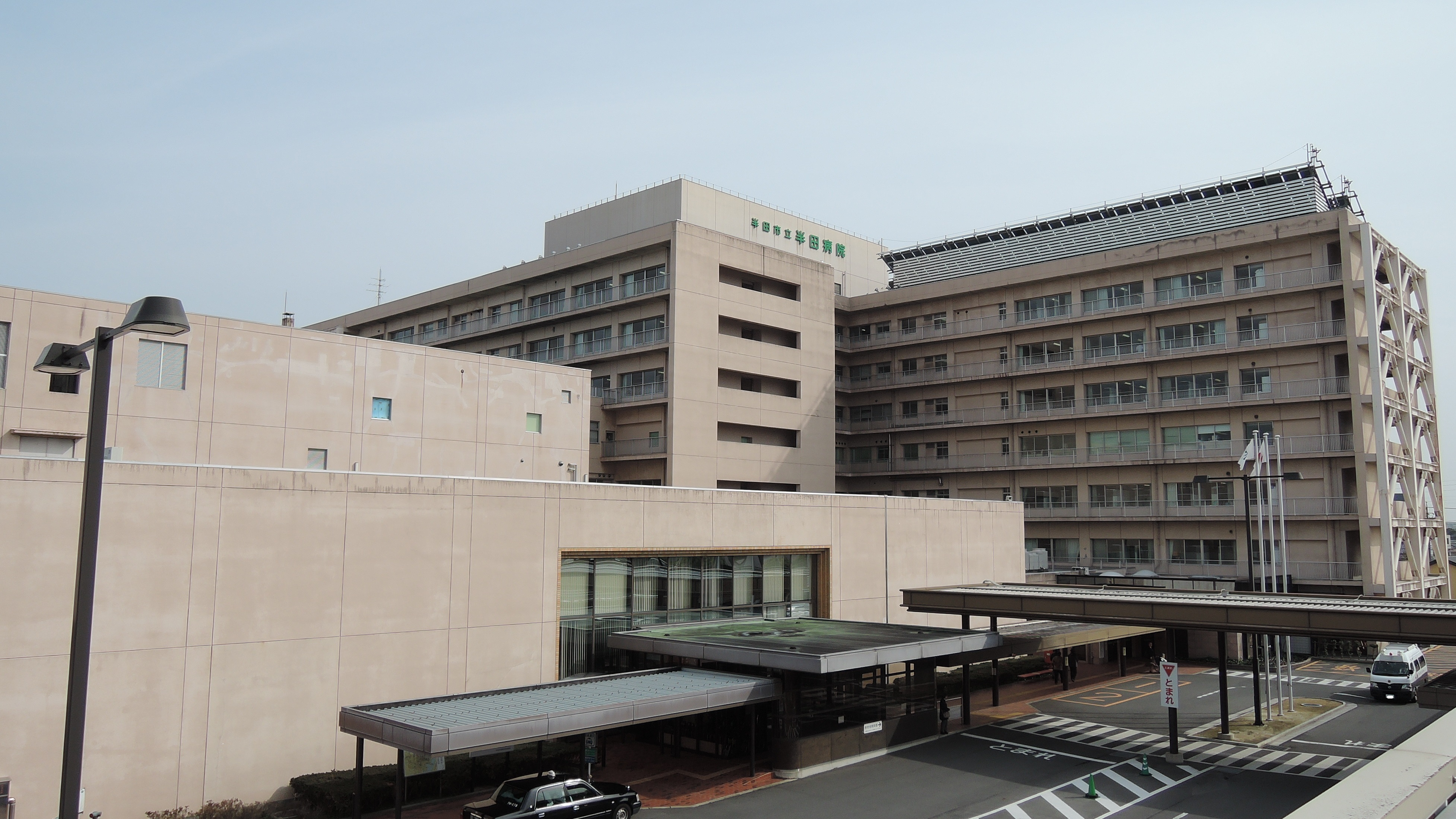
旧半田市立半田病院（半田市東洋町）

知多半島総合医療センター（ちたはんとうそうごういりょうセンター）は、愛知県半田市横山町にある地方独立行政法人知多半島総合医療機構が運営する医療機関。2025年 (令和7年) 4月に半田市立半田病院から改称するとともに東洋町から移転した。

## 概要
2025年4月1日、旧半田市病院事業の設置等に関する条例（昭和41年12月20日条例第37号）により設置されていた半田市立半田病院を引き継ぎ、地方独立行政法人知多半島総合医療機構設立に伴う関係条例の整備に関する条例（令和6年条例第27号）や地方独立行政法人知多半島総合医療機構への職員の引継ぎに関する条例（令和6年9月10日条例第25号）に基づき設置された病院である。
知多半島で唯一救命救急センター（3次救急）が設置されている病院である。臨床研修指定病院、愛知県災害拠点病院の指定を受けている。

## 沿革
- 1949年（昭和24年） - 旧中島飛行機の診療所を買収し、「半田市民病院」として開院[4]。
- 1952年（昭和27年） - 雁宿町1丁目に移転[4]。半田市民病院から「半田市立半田病院」へ改称。
- 1982年  (昭和57年) - 東洋町2丁目に移転[4]。
- 1996年（平成8年） - 災害拠点病院の指定を受ける。[5]
- 2000年（平成12年） - 臨床研修指定病院の認定を受ける。[5]
- 2005年（平成17年） - 救命救急センターを設置。[6]
- 2015年（平成27年）7月1日 - 半田市医師会が院内に「在宅医療サポートセンター」と「知多半島医療圏在宅医療中核センター」を開設[7]。
- 2021年 (令和3年) 2月 - 半田市と常滑市の病院経営統合に関する協定書を締結。[8]
- 2022年 (令和4年) - 新病院建設工事着工[9]
- 2024年 (令和6年) - 10月 - 新病院竣工[10]
- 2025年 (令和7年) - 4月1日 - 常滑市民病院と経営統合し、地方独立行政法人「知多半島総合医療機構」を設立[11]。半田市立半田病院から「知多半島総合医療センター」へ改称し、同市横山町へ移転した[12]。

## 診療科目
- 救急科
- 内科
- 呼吸器内科
- 循環器内科
- 消化器内科
- 腎臓内科
- 脳神経内科
- 糖尿病・内分泌内科
- 血管内科
- 小児科
- 精神科
- 外科
- 消化器外科
- 乳腺外科
- 呼吸器外科
- 整形外科
- リウマチ科
- 脳神経外科
- 心臓外科
- 血管外科
- 泌尿器科
- 産婦人科
- 耳鼻咽喉科
- 眼科
- 皮膚科
- 形成外科
- 放射線科
- 麻酔科
- リハビリテーション科
- 歯科口腔外科
- 病理診断科

## 交通アクセス
- 名鉄河和線「知多半田駅」より路線バスで20分。
- 知多半島道路 半田中央ICより約5分、半田ICより約8分。